# Zhao Jiahua
Zhao Jiahua (chiń. 赵家骅) – chiński dyplomata. Ambasador Chińskiej Republiki Ludowej w Laosie. Pełnił tę funkcję w okresie od listopada 1995 do grudnia 2000.